# Mascouche
Mascouche ist eine Stadt im Südwesten der kanadischen Provinz Québec. Sie liegt in der Verwaltungsregion Lanaudière, etwas mehr als 30 km nördlich von Montreal. Mascouche gehört zur regionalen Grafschaftsgemeinde (municipalité régionale du comté) Les Moulins, hat eine Fläche von 107 km² und zählt 46.692 Einwohner (Stand: 2016).

## Geographie
Mascouche liegt in der Region Rive-Nord, rund fünf Kilometer vom Nordufer des Rivière des Mille Îles entfernt. Das Gelände ist weitgehend flach und wird durch den stark mäandrierenden Nebenfluss Rivière Mascouche entwässert. Zum Gemeindegebiet gehören auch die Siedlungen Domaine-Guilbeault, Lac-Samson und Mascouche-Ouest. Nachbargemeinden sind Saint-Roch-de-l’Achigan im Norden, L’Épiphanie im Nordosten, Repentigny im Osten sowie Terrebonne im Süden und Westen.

## Geschichte
Das heutige Stadtgebiet gehörte ab 1647 zur Seigneurie von Repentigny. 1717 ließen sich die ersten Siedler am Ufer des Rivière Mascouche nieder. Dieser Name ist seit dem Jahr 1722 belegt; in der Sprache der Algonkin bedeutet er „kleiner Bär“. 1750 wurde die Pfarrei Saint-Henri-de-Mascouche gegründet. Ein Jahr nach der Aufhebung der Grundherrschaft erfolgte 1855 die Gründung der gleichnamigen Zivilgemeinde. Diese erhielt 1971 den Stadtstatus und benannte sich in Mascouche um. Die Stadt ist seit 2000 Mitglied des Zweckverbandes Communauté métropolitaine de Montréal.

## Bevölkerung
Gemäß der Volkszählung 2011 zählte Mascouche 42.491 Einwohner, was einer Bevölkerungsdichte von 398,5 Einw./km² entspricht. 93,5 % der Bevölkerung gaben Französisch als Hauptsprache an, der Anteil des Englischen betrug 2,4 %. Als zweisprachig (Französisch und Englisch) bezeichneten sich 0,6 %, auf andere Sprachen und Mehrfachantworten entfielen 3,5 %. Ausschließlich Französisch sprachen 60,2 %. Im Jahr 2001 waren 93,0 % der Bevölkerung römisch-katholisch, 2,0 % protestantisch und 3,9 % konfessionslos.

## Verkehr
Am südlichen Stadtrand kreuzen sich zwei Autobahnen, die Autoroute 25 von Montreal in die nördlichen Vororte und die Autoroute 640 entlang dem Rivière des Mille Îles. Eine Hauptstraße von überregionaler Bedeutung ist die Route 125 in Richtung Laurentinische Berge. Mehrere Buslinien der Gesellschaft exo verbinden Mascouche mit den umliegenden Gemeinden und dem Busbahnhof in Terrebonne. Seit Dezember 2014 besteht eine exo-Vorortseisenbahnlinie über Repentigny nach Montreal.
Parallel zur Autoroute 640, etwa drei Kilometer vom Stadtzentrum entfernt, befindet sich der Flughafen Mascouche. Er dient der allgemeinen Luftfahrt, verfügt über eine asphaltierte Start- und Landebahn mit einer Länge von 914 Metern und ist die Basis mehrerer Flugschulen.

## Persönlichkeiten
- Prudent Beaudry (1816–1893), Politiker und Bürgermeister von Los Angeles
- Georges Delfosse (1869–1939), Porträt- und Landschaftsmaler, Grafiker und Illustrator